# 田中宗慶
田中 宗慶（たなか そうけい　1535年? - 没年未詳）は、安土桃山時代の陶芸家。利休の意向を受けて長次郎と共に楽焼を生産していた共同経営者であったと目され、樂吉左衛門家の成立に深く関わった人物とされる。
正確な生没年は不明であるが、文禄4年（1595年）9月に製作した「三彩獅子香炉」に彫られた年期銘により、そのころ60歳であったことだけは判明している。
樂吉左衛門家では2代目を2代目長次郎ではなく、この宗慶の次男である田中常慶としている。
長次郎以上に不明な点が多く、昭和30年（1955年）に初めて公開された「宗入文書」所収の楽家系図などに依れば、2代目長次郎の妻の祖父とされる。また、不審菴（表千家）所蔵・「利休画像」（長谷川等伯筆）の賛の中に「（利休に常に従っていた）信男宗慶」とあるのは宗慶ではないかと考えられている。また文禄3年（1594年）頃と推定される「町長門守消息」より会津の大名・蒲生氏郷にかくまわれていた千少庵の元に赴いた「天下一ちゃわんやき吉左衛門」なる人物も宗慶と同一人物と推測されている。
伝世している作品も長次郎以上に少ないが、現在楽焼の通例となっている高台内の「樂」字捺印はこの宗慶の作品から始められている。
現在樂家当主代々の名乗りである「吉左衛門」は宗慶の通称であると推測され、その後樂吉左衛門家を嗣いだのは宗慶の子孫であり、かつ「樂」印を使った最初の人物である処から見て実質的な「樂吉左衛門」家最初の当主とも思われる。が、樂家の系図類でも歴代の当主には数えられていない点など、謎が多い人物である。

## 主な作品
- 三彩獅子香炉
- 黒楽茶碗「天狗」：不審菴（表千家）蔵
- 黒楽茶碗「三国一」
- 香炉釉阿古陀形菊文水指：樂美術館蔵